# Listă de astronomi
Aceasta este o listă de astronomi în ordine alfabetică.
Cuprins: Început - 0–9 A B C D E F G H I J K L M N O P Q R S T U V W X Y Z

## A
- Ernst Karl Abbe (1841 - 1905)
- Charles Greeley Abbot (1872 - 1973)
- Antonio Abetti (1846 - 1928)
- Giorgio Abetti (1882 - 1982)
- John Couch Adams (1819 - 1892)
- Walter Sidney Adams (1876 - 1956)
- Paul Ahnert (1897 - 1989)
- Eva Ahnert-Rohlfs (1912 - 1954)
- Pierre d'Ailly (1350 - 1420)
- George Biddell Airy (1801 - 1892)
- Robert Grant Aitken (1864 - 1951)
- Harald Alexandrescu (1945 - 2005)
- Alfons al X-lea al Castiliei (1221 - 1284)
- Vladimir Albitzky (1892-1952)
- Hannes Alfvén (1908 - 1995)
- Alhazen (965 - 1039)
- Viktor Amazaspovici Ambarțumian ( 1908 - 1996)
- Peter Apian (1495 - 1552)
- Apoloniu din Perga ( cca.262 - cca.190)
- François Arago (1786 - 1853)
- Sylvain Julien Victor Arend (1902 - 1992)
- Friedrich Wilhelm August Argelander (1799 - 1875)
- Arisarh din Samos (cca.310 î.Hr. -cca.230 î.Hr.)
- Ion Armeanca (1899 - 1954)
- Halton Arp (1927 - 2013)
- Heinrich Ludwig d'Arrest (1822 - 1875)
- Svante Arrhenius (1859 - 1927)
- Arthur Auwers (1838 - 1915)

## B
- Walter Baade (1893 - 1960)
- Al Battani (ëm 850 - 929)
- Edward Emerson Barnard (1857 - 1923)
- Johannes Bayer (1572 - 1625)
- Wilhelm Beer (1797 - 1850)
- Oskar Baklund (1846-1916)
- Konstantin Batygin / Konstantin Iurievici Batîghin (n. 1996)
- Serghei Ivanovici Beliavski (1883 - 1953)
- Aristarh Apollononici Belopolski (1854-1934)
- Friedrich Wilhelm Bessel (1784 - 1846)
- Wilhelm von Biela (1782 - 1853)
- Mirel Bîrlan (n. 1963)
- Robert Blair (1748 - 1828)
- Serghei Nikolaevici Blajko (1870 - 1956)
- Johann Elert Bode (1747 - 1826)
- Georg Phillips Bond (1825 - 1865)
- William Cranch Bond (1789 - 1859)
- Alphonse Louis Nicolas Borrelly (1842 - 1926)
- Alexis Bouvard (1767 - 1843)
- Ira Sprague Bowen (1898 - 1973)
- Edward Bowell (n. 1943)
- James Bradley (1693 - 1762)
- Tycho Brahe (1546 - 1601)
- Brahmagupta (598 - 668)
- Fiodor Aleksandrovici Bredihin (1831 - 1904)
- Carl Bremiker (1804 - 1877)
- Dirk Brouwer (1902 - 1966)
- Michael E. Brown (n. 1965)
- Bruno H. Bürgel (1875 - 1948)
- Schelte John Bus (n. 1956)

## C
- Antonio Cagnoli (1743 - 1816)
- William Wallace Campbell (1862 - 1938)
- Annie Jump Cannon (1863 - 1941)
- Constantin Căpităneanu (1844 - 1893)
- Luigi Carnera (1875 - 1962)
- César-François Cassini de Thury (1714 - 1784)
- Dominique, conte de Cassini (1748 - 1845)
- Giovanni Domenico Cassini (1625 - 1712)
- Jacques Cassini (1677 - 1756)
- Vincenzo Silvano Casulli (n. 1944)
- Bonaventura Cavalieri (1598 - 1647)
- Anders Celsius (1701 - 1744)
- Vincenzo Cerulli (1859 - 1927)
- Jean Chacornac (1823-1873)
- Seth Carlo Chandler (1846 - 1913)
- Subrahmanyan Chandrasekhar (1910 - 1995)
- Carl Charlier 1862 - 1934)
- Auguste Charlois (1846-1910)
- Jean-Philippe Loys de Chéseaux (1718 - 1751)
- Gheorghe Chiș (1913 - 1981)
- Christophorus Clavius (1537/38 - 1612)
- Nicolae Coculescu (1866 - 1952)
- Jérôme Eugène Coggia (1849-1919)
- Per Collinder (1890 - 1931)
- Nicolaus Copernic (1473 - 1543)
- William Crabtree (1610 - 1644)
- Neculai Culianu (1832 - 1915)
- Johann Baptist Cysat (1585 - 1657)

## D
- André Danjon (1890 - 1967)
- Jean Baptiste Joseph Delambre (1749 - 1822)
- Eugène Delporte (1882 - 1955)
- Eugène Joseph Delporte (1882 - 1955)
- Gheorghe Demetrescu (1885 - 1969)
- Alexandru Nicolaevci Deutsch (1899- 1986)
- Henri-Alexandre Deslandres, (1853 - 1948)
- Giambattista Donati (1826 - 1873)
- Nicolae Donici (1874 - 1956)
- Henry Draper (1837 - 1882)
- Johan Ludvig Emil Dreyer (1852 - 1926)
- Constantin Drâmbă (1907 1997)
- Raymond Smith Dugan (1878 - 1940)
- James Dunlop (1793 - 1848)
- Frank Dyson (1868 - 1939)

## E
- Arthur Stanley Eddington (1882 - 1944)
- Bengt Edlén (1906 - 1993)
- Hans Elsässer (1929 - 2003)
- Eric Walter Elst (1936)
- Rober Emden (1862 - 1940)
- Johann Franz Encke (1791 - 1865)

## F
- David Fabricius (1564 - 1617)
- James Ferguson (1797 - 1867)
- Vasili Grigorovici Fesenkov (1889 - 1972)
- John Flamsteed (1646 - 1719)
- Camille Flammarion (1842 - 1925)
- Wilhelm Foerster (1832 - 1921)
- Alfred Fowler (1868 - 1940)
- Girolamo Fracastoro (1478 - 1553)
- Joseph von Fraunhofer (1787 - 1826)

## G
- Galileo Galilei (1564 - 1642)
- Johann Gottfried Galle (1812 - 1910)
- Annibale de Gasparis (1819 - 1892)
- Carl Friedrich Gauß (1777 - 1855)
- Tom Gehrels (1925 - 2011
- Hendrik van Gent (1900 - 1947)
- Boris Petrovici Gherasomovici (1889-1937)
- David Gill (1843 - 1914)
- Constantin Gogu (1854 - 1897)
- Hermann Mayer Salomon Goldschmidt (1802 - 1866)
- Andrew Graham (1815 - 1908)
- Paul Guthnick (1879 - 1947)
- Johannes din Gmunden (cca. 1380 - 1442)
- Alan C. Gilmore (1944 - [[ ]])

## H
- John Hadley (1682 - 1744)
- George Ellery Hale (1868 - 1938)
- Karl Ludwig Harding (1765 - 1834)
- Edmond Halley (1656 - 1742)
- Eleanor Helin (1932 - 2009)
- Maximilian Hell (1720 - 1792)
- Karl Ludwig Hencke (1793 - 1866)
- Paul Henry (1848 - 1905)
- Prosper Henry (1849 - 1903)
- Robert Henseling (1883 - 1964)
- Caroline Herschel (1750 - 1848)
- John Herschel (1782 - 1871)
- Wilhelm Herschel (1738 - 1822)
- Ejnar Hertzsprung (1873 - 1967)
- Johannes Hevelius (1611 - 1687)
- John Russell Hind (1823 - 1895)
- Hiparh (cca.190 î.Hr. - cca.120 î.Hr.)
- Cuno Hoffmeister (1892 - 1968)
- Henry E. Holt (1929 )
- Josef Hopmann (1890 - 1975)
- Jeremiah Horrocks (1618-1619 - 1641)
- Cornelis Johannes van Houten (1920 - 2002)
- Edwin Hubble (1889 - 1953)
- Christiaan Huygens (1629 - 1695)
- Yuji Hyakutake (1950 - 2002)

## J
- Cyril V. Jackson (1903 - 1988)
- Pierre Jules César Janssen (1824 - 1907)

## K
- Frederik Kaiser (1808 - 1872)
- Johannes Kepler (1571 - 1630)
- Hans Kienle (1895 - 1975)
- Pamela M. Kilmartin ([[ ]] - [[ ]])
- Viktor Knorre (1840 - 1919)
- Takao Kobayashi (n. 1961)
- Luboš Kohoutek (1935 - [[ ]])
- August Kopff (1882 - 1960)
- Alexandr Constantinovici Kononovici - (1850-1910)
- Serghei Constantinovici Kostinskii - (1867-1936)
- Nikolai Alexandrovici Kozîrev - (1908- 1983)
- Karl Friedrich Küstner (1856 - 1036)
- Gerard Peter Kuiper (1905 - 1973)

## L
- Nicolas Louis de Lacaille (1713 - 1762)
- Claes-Ingvar Lagerkvist (1944 - [[  ]]
- Guillaume Le Gentil (1725 - 1792)
- Joseph Jérôme Lefrançois de Lalande (1732 - 1807)
- Johann Heinrich Lambert (1728 - 1777)
- Pierre Simon Laplace (1749 - 1827)
- William Lassell (1799 - 1880)
- Kenneth Lawrence (1964 - [[  ]])
- Urbain Jean Joseph Le Verrier (1811 - 1877)
- David Levy (*1948)
- Joseph Johann von Littrow (1781 - 1840)
- Karl Ludwig von Littrow (1811 - 1877)
- Bernard Lovell (1913 - 2012)
- Percival Lowell (1855 - 1916)
- Karl Theodor Robert Luther (1822 - 1900)
- Bernard Lyot (1897 - 1952)

## M
- Robert Mc.Naught
- Johann Heinrich Mädler (1794 - 1874)
- Michael Maestlin (1550 - 1631)
- Jacopo Filippo Maraldi (1665 - 1729)
- Geoffrey Marcy (n. 1954)
- Albert Marth (1828 - 1897)
- Brian May (n. 1947)
- Michel Mayor (n. 1942)
- Max Wilhelm Meyer (1853 - 1910)
- Charles Messier (1730 - 1817)
- Pierre Méchain (1744 - 1804)
- Rudolf Minowski (1895 - 1976)
- Maria Mitchell (1818 - 1889)
- August Ferdinand Möbius (1790 - 1868)
- Patrick Moore (n. 1923)
- William Wilson Morgan (1906 - 1994)

## N
- Grigoriy Nikolaevici Neujmin (1886 - 1946)
- Isaac Newton (1643 - 1727)
- Peter Nilson (1937 - 1998)

## O
- Heinrich Wilhelm Olbers (1758 - 1840)
- Jan Hendrik Oort (1900 - 1992)
- Ernst Julius Öpik (1893 - 1985)
- Alexandr Iacovlevici Orlov (1880-1954)
- Liisi Oterma (1915 - 2001)

## P
- Johann Palisa (1848 - 1925)
- Johann Georg Palitzsch (1723 – 1788)
- John Stefanos Paraskevopoulos (1889 - 1951)
- William Parsons (1800 - 1867)
- Cecilia Payne-Gaposchkin (1900 - 1979)
- Christian Heinrich Friedrich Peters (1813 - 1890)
- Georg von Peuerbach (1423 - 1461)
- Giuseppe Piazzi (1746 - 1826)
- Edward Charles Pickering (1846 - 1919)
- William Henry Pickering (1858 - 1938)
- Arthur Pierot (1867 - 1938)
- Paris Pismis (1911 - 1999)
- Norman Robert Pogson (1829 - 1891)
- Jean-Louis Pons (1761 - 1831)
- Constantin Dormidontovici Pokrovskii - (1868-1944)
- Constantin C. Popovici (1878 - 1956)
- Călin Popovici (1910 - 1977)
- Claudiu Ptolemeu (cca.100 - cca.175)
- Constantin Pârvulescu (academician) (1890 - 1945)

## Q
- Didier Queloz (n. 1966)

## R
- Regiomontanus (1436 - 1476)
- Karl Wilhelm Reinmuth (1892 - 1979)
- Lorenzo Respighi (1824 - 1889)
- Georg Joachim Rheticus (1514 - 1574)
- Giovanni Riccioli (1598 - 1671)
- Johann Richter (1537 - 1616)
- Claudine Rinner (n. 1965)
- George Willis Ritchey (1864 - 1945)
- Olaf Römer (1644 - 1710)
- Frank Elmore Ross (1874 - 1960)
- Vera Rubin (n. 1928)
- Warren de la Rue (1815 - 1889)
- Henry Norris Russell (1877 - 1957)

## S
- Carl Sagan (1934 - 1996)
- Allan Rex Sandage (1926 -2010)
- Hugo von Seeliger (1849-1924)
- Christoph Scheiner (1575 - 1650)
- Giovanni Schiaparelli (1835 - 1910)
- Johann Hieronymus Schröter (1745 - 1816)
- Lipót Schulhof (1847 - 1921)
- Heinrich Schwabe (1789 - 1875)
- Arnold Schwassmann (1870 - 1964)
- George Mary Searle (1838 - 1918)
- Angelo Secchi (1818 - 1878)
- Tsutomu Seki (n. 1930)
- Harlow Shapley (1885 - 1972)
- Carolyn Shoemaker (n. 1929
- Eugene Shoemaker (1928 - 1997)
- Charles Piazzi Smyth (1819 - 1900)
- Edouard Jean-Marie Stephan (1837 - 1923)
- Joseph Stepling (1716 - 1778)
- Johannes Stöffler (1452 - 1531)
- Friedrich Georg Wilhelm Struve (1793 - 1864)
- Otto Wilhelm von Struve (1819 - 1905)
- Otto von Struve (1897 - 1963)

## Ș
- Vintilă Șiadbei (1898 - 1944)
- Adrian Șonka (n. 1977)

## T
- Joseph Hooton Taylor Jr. (n.1941)
- Timocharis din Alexandria (320 - -260)
- Sir John Tebbutt (1834 - 1916)
- Ernst Wilhelm Leberecht Tempel (1821 - 1889)
- Vladimir Platonovici Tsesevici (1907-1983)
- Friedrich Tietjen (1834 - 1895)
- Johann Daniel Titius (1729 - 1796)
- Clyde William Tombaugh (1906 - 1997)
- Horace Parnell Tuttle (1837 - 1923)

## U
- Stéphane Udry (1961 - [[ ]])

## V
- Jean Elias Benjamin Valz (1787 - 1867)

## W
- Arno Arthur Wachmann (1902 - 1990)
- Max Waldmeier (1912 - 2000)
- Paul Wild
- Olin C. Wilson (1909 - 1994)
- Carl Gustav Witt (1866 - 1946)
- Max Wolf (1863 - 1932)
- James Craig Watson (1838 - 1880)

## Z
- Fritz Zwicky (1898 - 1974)